# Anna Maria Tremonti
Pour les articles homonymes, voir Tremonti.
Anna Maria Tremonti, née en 1957 à Windsor, est une journaliste canadienne de radio et télévision. Elle est « l’une des journalistes les plus respectées du Canada anglais ».  

## Biographie

### Carrière journalistique
Anna Maria Tremonti est apparue sur quelques programmes anglophones de Société Radio-Canada.
Sa carrière de journaliste commence à The Lance, le journal d'étudiant de l'Université de Windsor.  En 1977 elle perd une élection pour devenir rédactrice du journal, en conséquence, elle consacre ses énergies à la station de radio de l'université, CJAM.
Après ses études, elle devient animatrice de radio à New Glasgow et Toronto. Plus tard elle travaille avec le CBC à Fredericton, Halifax, Edmonton, Ottawa et Toronto. Elle est une correspondante de CBC en Europe, et pour quelques années la correspondante principale de CBC au Moyen-Orient. 
Pendant près de dix ans, elle est correspondante de guerre et couvre plusieurs conflits.
Tremonti est rapportrice principale pour The National et un hôte de The Fifth Estate, un programme du journalisme d'enquête. De 2002 à 2019, elle est animatrice du programme The Current sur CBC Radio One, l'émission de radio la plus écoutée du Canada. Elle anime ensuite le podcast Welcome to Paradise.
Elle compare son français parlé avec « une vieille charnière de porte ».

### Vie privée
En février 2022, Anna Maria Tremonti révèle dans une émission de la CBC qu'elle a subi des violences conjugales pendant un an, quand elle avait 23 ans. Ces coups et blessures infligées par celui qui était alors son mari l'ont marquée, physiquement et psychologiquement ; elle indique avoir ressenti honte et culpabilité et ne voulait pas mettre en danger sa carrière en révélant les violences que son mari lui avait infligées. Après avoir divorcé, elle « s’est plongée corps et âme dans son métier » de journaliste et a suivi une thérapie.

## Récompenses
Anna Maria Tremonti a remporté deux Prix Gemini (qui récompensent les productions télévisuelles anglophones produites au Canada) et un Life Achievement Award (récompense pour l'ensemble de sa carrière) de Women in Film and Television Toronto. Son émission The Current a également remporté le prix d'excellence en journalisme (Excellence in Journalism Award) décerné par la Fondation canadienne du journalisme (en).